# Amanda Spoel

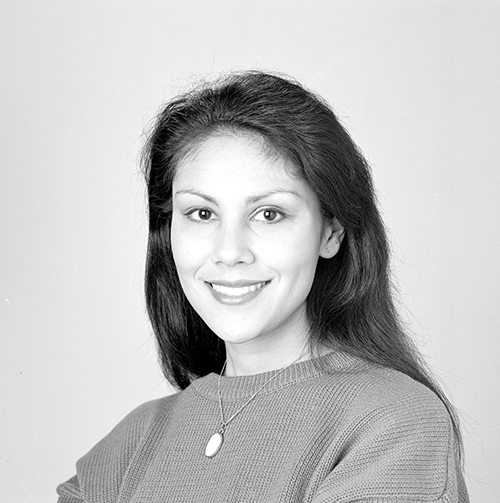
Amanda Spoel in 1986

Amanda Alice Irene Spoel (Den Helder, 22 juni 1952) is een voormalig Nederlands televisie- en radiopresentatrice en verslaggeefster.
Amanda Spoel was begin jaren 80 onder meer werkzaam als presentatrice van de KRO-radio actualiteitenrubriek Echo. 
Daarna was ze werkzaam als verslaggeefster en presentatrice bij het programma AVRO's Televizier toen ze in 1986 samen met Catherine Keyl de presentatie van het middagprogramma AVRO Service Salon op zich nam. In 1991 was ze co-presentator van het televisieprogramma Alle dieren tellen mee.
Toen Service Salon in 1993 van de buis verdween, richtte Spoel zich op een loopbaan achter de schermen. Ze werkte als verslaggeefster voor Netwerk en EénVandaag. Daarnaast werkte ze ook mee op de internetredactie tijdens de Top 2000 van Radio 2. In het najaar van 2009 kwam ze terug op de televisie, waarbij ze voor EénVandaag een serie reportages maakte onder de titel Amanda's droom. Daarin bezocht ze diverse personen nogmaals, over wie ze in het verleden verslag had gedaan.
Tot 2012 bleef Spoel voor de AVRO werken, waarna ze zich volledig is gaan toeleggen op haar werk als sieradenmaakster.